# Cannes

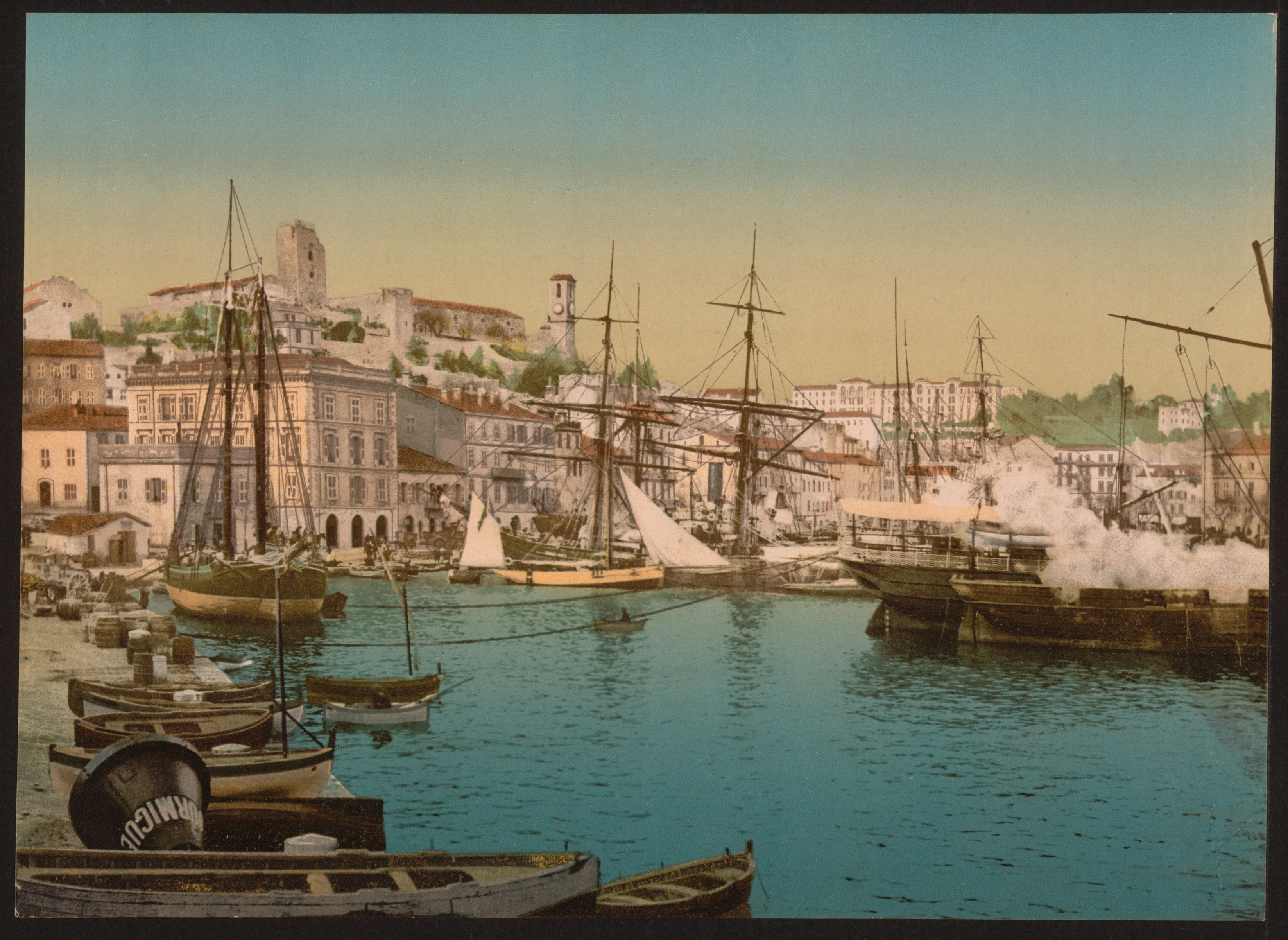
Il porto di Cannes tra il 1890 e il 1900

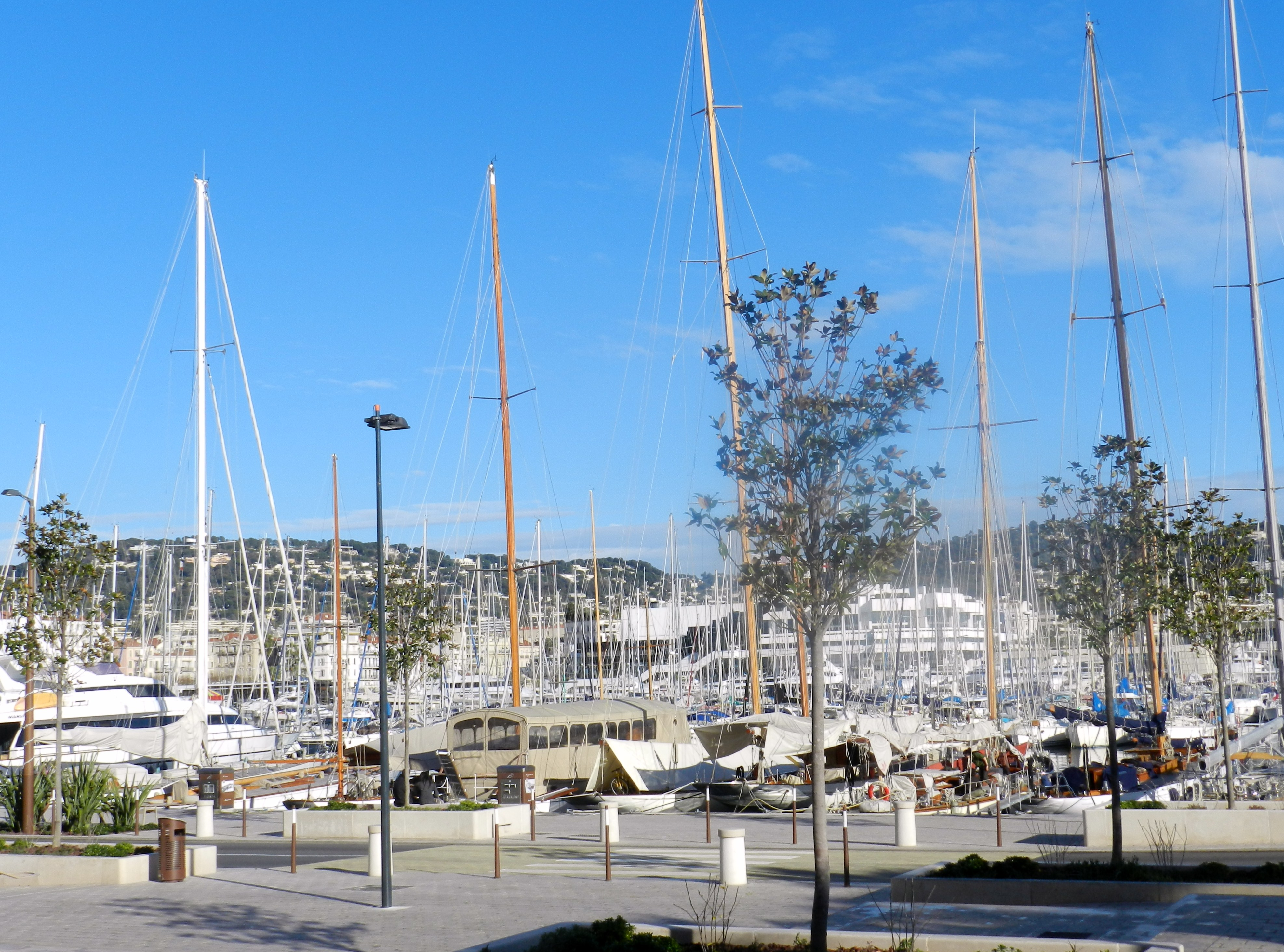
Il porto moderno di Cannes

Cannes (IPA: /kan/; in occitano Canas; in italiano storico Canne) è un comune francese situato nel dipartimento delle Alpi Marittime e nella regione Provenza-Alpi-Costa Azzurra. I suoi abitanti si chiamano cannois (IPA: \ka.nwa\).
Stazione balneare della Costa Azzurra, Cannes è universalmente conosciuta per il suo Festival del film e la sua passeggiata della Croisette. Terza città del dipartimento per popolazione dopo Nizza ed Antibes, ha potuto pertanto svilupparsi al margine della stagione turistica e del festival.
Grazie al prestigioso festival cinematografico Cannes è considerata una delle capitali europee del cinema (insieme a Venezia e Berlino).

## Geografia fisica
Si trova nel dipartimento francese Alpi Marittime e nella regione Provenza-Alpi-Costa Azzurra.
Dista circa 31 km da Nizza, 48 da Monaco e 57 dalla frontiera italiana.
Affacciato sul golfo della Napoule, questo comune si estende sulla Costa Azzurra per quasi 9 km e ha alle spalle le Alpi Marittime. Nella parte ovest della città si trovano il comune di Le Cannet e il quartiere La Bocca.
Davanti alla città di Cannes sorgono le isole di Lerino: Sant'Onorato e Santa Margherita.

## Origini del nome
Nel X secolo, la città era nota come Canua. Il nome potrebbe derivare dalla parola "canna".

## Storia
L'area era già abitata nel II secolo a.C. Si ritiene che la tribù ligure degli Ossibiani abbia creato un insediamento chiamato Aegitna. Gli storici sono incerti sul significato del nome. L'area era un villaggio di pescatori, usato come scalo tra le isole di Lerino. 
Nel 69 d.C. divenne teatro di un violento conflitto tra le truppe di Otone e Vitellio.
La città, nota nel X secolo come Canua, fu probabilmente un piccolo porto ligure, e successivamente un avamposto romano sulla collina Le Suquet, come testimoniano le tombe romane lì rinvenute. Sulla collina di Le Suquet fu eretta nell'XI secolo una torre da cui si controllava il territorio paludoso in cui oggi sorge invece la città. La maggior parte delle antiche attività, soprattutto la difesa, si svolgevano sulle isole di Lerino e la storia di Cannes è strettamente legata a quella delle isole.

### La nascita delSuquet
Un attacco perpetrato nell'891 dai Saraceni, che rimasero fino alla fine del X secolo, devastò le campagne attorno a Canua. L'insicurezza delle isole di Lerino costrinse i monaci a stabilirsi sulla terraferma, sul Suquet. L'edificazione di un castello nel 1035 fortificò la città, che da allora assunse il nome di Cannes, e alla fine dell'XI secolo si diede inizio alla costruzione di due torri sulle isole di Lerino. Per costruirne una ci volle un secolo, per l'altra addirittura tre. 
Attorno al 1530, Cannes si rese autonoma dai monaci che avevano controllato la città per centinaia di anni e divenne indipendente.

Il castello del Suquet ospita oggi il Museo de la Castre.

### Le isole di Lerino
Nel XVIII secolo, sia gli spagnoli che gli inglesi tentarono di acquisire il controllo delle isole di Lerino (Lérins), ma furono cacciati via dai francesi. Le isole passarono poi sotto il controllo di molti, come Jean-Honoré Alziary e il vescovo di Fréjus. Le isole servirono per molti scopi; alla fine del XIX secolo, una di esse accolse un ospedale per i soldati della guerra di Crimea.

### LaBelle Époque
Henry Brougham, primo barone Brougham e Vaux, comprò un appezzamento di terreno alla Croix des Gardes e fece costruire la "Villa Eleonore-Louise". Il suo impegno per migliorare le condizioni di vita della zona attrasse l'aristocrazia inglese, che fece anch'essa costruire delle residenze invernali. Alla fine del XIX secolo furono completate diverse linee ferroviarie nonché la stazione ferroviaria e ciò favorì l'arrivo delle linee tramviarie.
A Cannes furono realizzati progetti come il Boulevard Carnot, la rue d'Antibes e l'Hotel Carlton sulla Promenade de la Croisette. Dopo la chiusura del "Casino des Fleurs" (hôtel Gallia), fu costruito un edificio di lusso per la clientela ricca invernale, il Casino Municipal accanto al molo Albert-Edouard. Il casinò fu demolito e sostituito dal nuovo Palazzo nel 1979.

Con il XX secolo arrivarono nuovi hotel di lusso, come il Miramar e il Martinez. La città fu modernizzata con un centro sportivo, linee tranviarie, un ufficio postale e scuole.
Nel primo dopoguerra c'erano meno turisti tedeschi e britannici, ma più americani. Il turismo invernale aprì la via a quello estivo, così che fu costruito il casinò estivo presso Palm Beach.

All'inizio del 1922 la città ospitò la Conferenza di Cannes, riguardante la riorganizzazione dell'Europa dopo la prima guerra mondiale.

Il consiglio cittadino ebbe l'idea di ospitare un Festival cinematografico internazionale poco prima della seconda guerra mondiale: la prima edizione si aprì il 20 settembre 1946 e si tenne al "Casino Municipal".

### Cannes oggi
Su iniziativa del sindaco Bernard Cornut-Gentille, tra il 1960 e il 1963 sono stati intrapresi importanti lavori di ampliamento del boulevard de la Croisette. Dal 1964 al 1965 fu costruito il secondo porto di Cannes, dedicato alla nautica da diporto, Port Pierre-Canto. La nuova stazione di Cannes è stata inaugurata nel 1974. Da allora, Cannes è diventata, grazie principalmente al Festival del Cinema,  una delle città più conosciute del mondo.

## Monumenti e luoghi d'interesse

### Architetture religiose
- Chiesa di Santa Maria della Speranza

### Architetture civili
- Villa Rothschild
- Hotel Carlton
- Palazzo Vallombrosa
- Municipio di Cannes

## Società

### Evoluzione demografica
Abitanti censiti

## Cultura

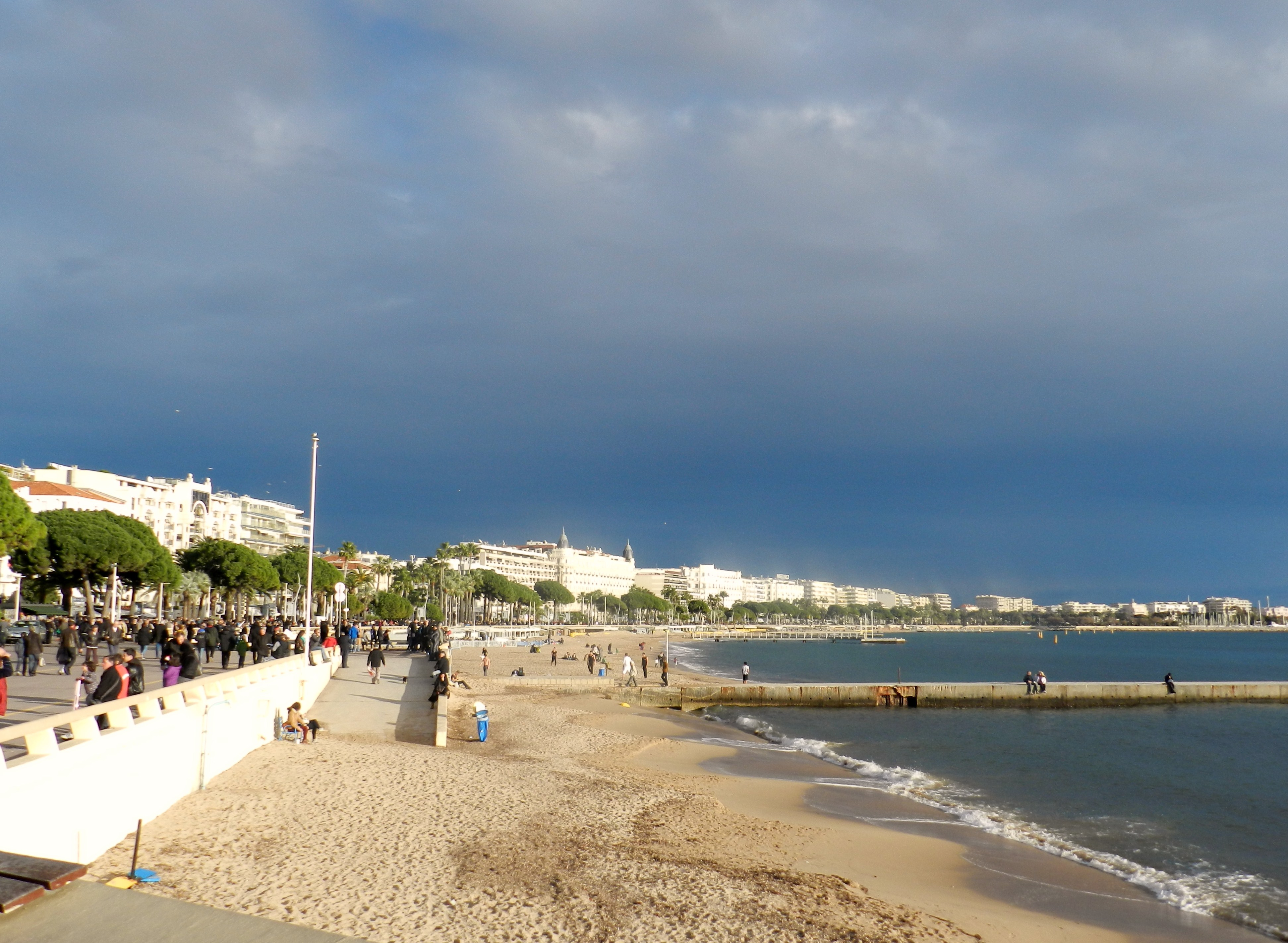
Veduta della spiaggia e della Croisette

Nel castello sulla collina del Suquet si trova il Museo de la Castre, con una ricca collezione di quadri di fine 1800,
opere di artisti locali post-impressionisti e fauves. Il museo accoglie anche interessanti collezioni
di testimonianze etnografiche e storiche di tutto il mondo, compresa una famosa rassegna di strumenti musicali.
È famosa per il suo lungomare, la Croisette, una delle più belle e spettacolari passeggiate del mondo.
È sede del famoso ed omonimo Festival cinematografico e di un importante festival internazionale della pubblicità.
Durante l'anno ci sono circa 90 congressi, che portano una grande ricchezza alla città.
La principale risorsa economica di Cannes è il turismo.

## Geografia antropica
Il comune è diviso in quartieri, il più importante dei quali è anche un sobborgo, La Bocca, situato a 3,5 km ad Ovest del centro della città mentre le isole di Lerino formano una zona insulare.

Croix-des-Gardes, Petit Juas, Suquet sulla collina, Carnot, Centre Ville, Prado Republique, Californie Pezou e Pointe Croisette completano la lista.

## Relazioni internazionali

### Gemellaggi
- Madrid, dal 1957;
- Kensington e Chelsea, dal 1970;
- Beverly Hills, dal 1986;
- Shizuoka, dal 1991;
- Firenze, dal 1991;
- Tel Aviv, dal 1993;
- Gstaad, dal 1995;
- Sanya, dal 1997;
- Acapulco, dal 1998;[6]
- Torino, dal 2000;
- Khemisset, dal 2006.
- Leopoli, dal 2022

## Sport
Nel 1955 Cannes è stata sede di arrivo della 2ª tappa del Giro d'Italia.
| Anno | Tappa | Partenza | km  | Vincitore di tappa | Maglia rosa    |
| ---- | ----- | -------- | --- | ------------------ | -------------- |
| 1955 | 2ª    | Torino   | 243 | Fiorenzo Magni     | Fiorenzo Magni |

Racing Club de Cannes è una società pallavolistica femminile francese con sede a Cannes: milita nel campionato di Ligue A.